# Juan Torales
Juan Bautista Torales (9 marca 1956) – piłkarz paragwajski noszący przydomek Téju, lewy lub prawy obrońca. Wzrost 172 cm, waga 69 kg.
Urodzony w Luque Torales w piłkę zaczął grać w klubie Club Julio Correa, a karierę piłkarską rozpoczął w 1976 roku w klubie Sportivo Luqueño. Jako piłkarz klubu Sportivo Luqueño wziął udział w turnieju Copa América 1979, gdzie Paragwaj zdobył tytuł mistrza Ameryki Południowej. Torales zagrał we wszystkich dziewięciu meczach – obu grupowych spotkaniach z Ekwadorem, obu grupowych meczach z Urugwajem, dwóch półfinałowych meczach z Brazylią oraz w trzech finałowych meczach z Chile.
W 1981 roku przeszedł do klubu Club Libertad. Jako piłkarz klubu Libertad wziął udział w eliminacjach do finałów mistrzostw świata w 1982 roku. Torales zagrał we wszystkich czterech meczach – dwóch meczach z Ekwadorem i dwóch meczach z Chile.
Następnie wziął udział w turnieju Copa América 1983, gdzie Paragwaj odpadł w półfinale. Torales zagrał w obu meczach półfinałowych z Brazylią.
Jako piłkarz klubu Libertad wziął udział w eliminacjach do finałów mistrzostw świata w 1986 roku. Torales zagrał w sześciu meczach – wyjazdowych z Boliwią i Brazylią oraz obu meczach z Kolumbią i obu meczach z Chile. Po udanych eliminacjach był w kadrze reprezentacji podczas finałów mistrzostw świata w 1986 roku, gdzie Paragwaj dotarł do 1/8 finału. Torales zagrał we wszystkich czterech meczach – z Irakiem, Meksykiem, Belgią i Anglią.
W następnym roku wziął udział w turnieju Copa América 1987, gdzie Paragwaj spisał się fatalnie i zajął ostatnie miejsce w swojej grupie. Torales zagrał w obu meczach – z Boliwią i Kolumbią.
Nadal jako gracz klubu Libertad wziął udział w turnieju Copa América 1989, gdzie Paragwaj zajął czwarte miejsce. Torales zagrał w sześciu meczach – z Peru, Kolumbią, Wenezuelą, w obu meczach z Brazylią (w grupie i w finale) oraz z Argentyną.
Wziął także udział w eliminacjach do finałów mistrzostw świata w 1990 roku, gdzie zagrał we wszystkich czterech meczach – obu z Ekwadorem i obu z Kolumbią.
W 1992 roku Torales został graczem klubu Club Guaraní, a rok później wrócił do swego macierzystego klubu – Sportivo Luqueño – gdzie w 1995 roku zakończył karierę piłkarską.
W latach 1979–1989 Torales rozegrał w reprezentacji Paragwaju 77 meczów i zdobył 1 bramkę.